# La Coiffure (Matisse)
Pour les articles homonymes, voir La Coiffure.
La Coiffure est un tableau réalisé par le peintre français Henri Matisse en 1907. Cette huile sur toile est une scène de genre qui représente une femme en robe verte en train de placer une fleur rose dans la coiffure d'une compagne qui est quant à elle assise nue, la composition s'inspirant manifestement d'une œuvre d'Auguste Renoir exécutée en 1888 et également appelée La Coiffure. Exposée à l'Armory Show, aux États-Unis, sous le titre alternatif de La Coiffeuse, la version de Matisse est aujourd'hui conservée à la Staatsgalerie de Stuttgart, en Allemagne.

## Galerie

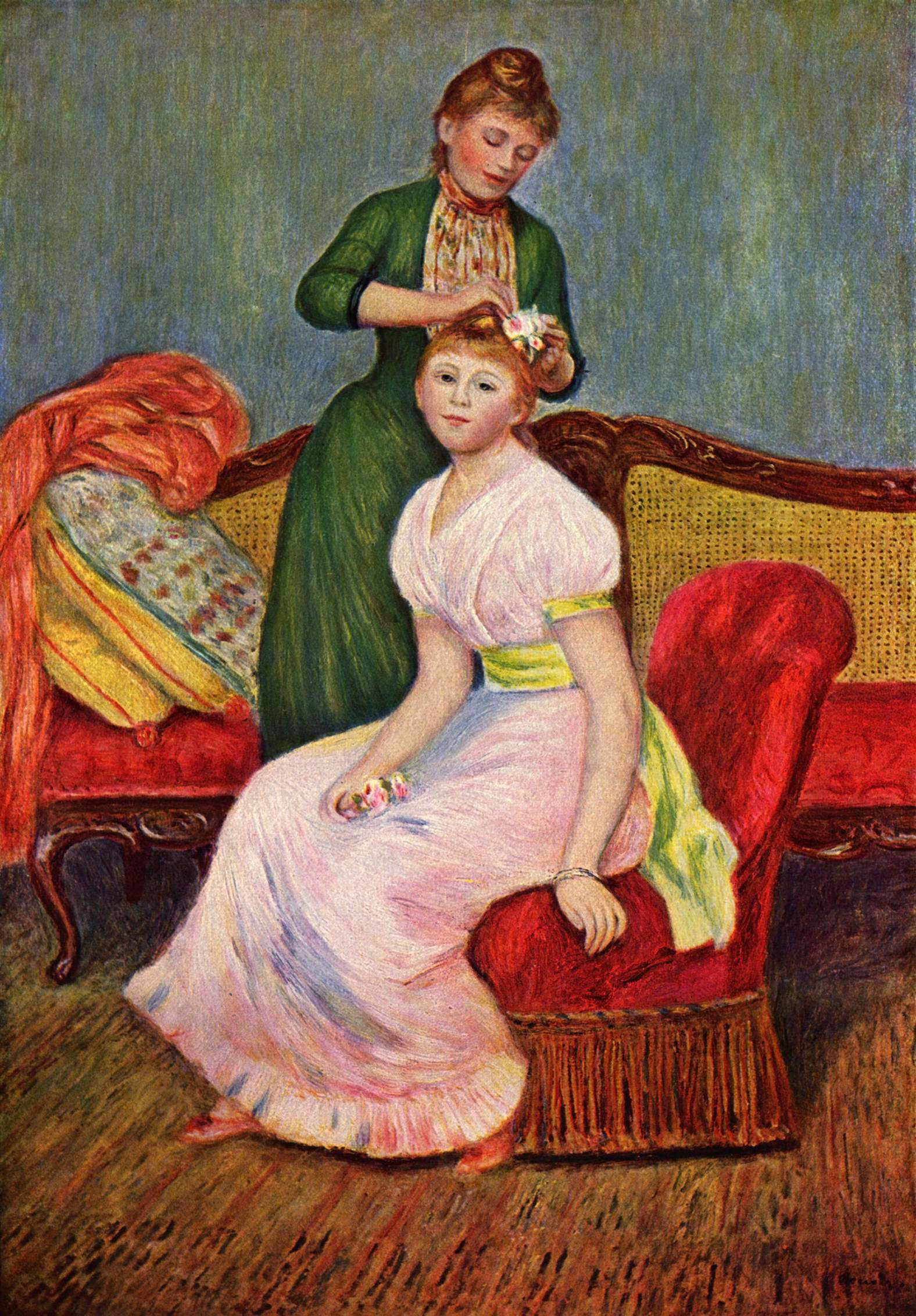
La Coiffure, par Auguste Renoir, en 1888.